# Louis Lacour
Pour les articles homonymes, voir Lacour.
Louis Lacour, né le 16 septembre 1832 à Nantes et mort le 7 septembre 1891 à Montpellier, est un bibliothécaire et historien français.

## Biographie
Louis Lacour de La Pijardière a obtenu son diplôme d'archiviste paléographe à l’École des chartes, en 1854. Il est pendant douze ans bibliothécaire à Sainte-Geneviève, puis il est nommé archiviste de l’Hérault en 1872. Sa passion pour les autographes de Molière et son suicide en 1891 lui ont valu d'inspirer le personnage principal d'un roman policier écrit par Jeanne Galzy en 1956 : le Parfum de l'œillet.
Il a notamment publié et annoté des textes de Bonaventure Des Périers, Brantôme (en collaboration avec Prosper Mérimée), Jean de La Bruyère, François de La Rochefoucauld, Armand de Gontaut, duc de Lauzun, Marguerite d'Angoulême, Louis-Sébastien Mercier, Molière, Montesquieu, Jean Passerat, François Rabelais, Jean-François Regnard, Mathurin Régnier, parmi lesquels beaucoup d'inédits.
On lui doit par ailleurs des mémoires sur les Garçons de café de Paris, sur le Parc-aux-cerfs du roi Louis XV, sur la Question des femmes à l'Académie (1865, prise de position en faveur de leur réception), sur la Découverte d'un autographe de Molière dans les archives de l'Hérault et sur beaucoup d'autres sujets. Il a créé également une revue historique mensuelle, Les Chroniques du Languedoc.